# Pénama
Pénama est l'une des six provinces du Vanuatu. C'est un mot-valise constitué avec le début de chaque île principale : Pen-tecôte, A-mbae et Ma-ewo.

## Géographie
Elle est constituée des îles d'Ambae, Maewo et Pentecôte.

## Démographie
| 1967   | 1979   | 1989   | 1999   | 2009   | 2016   |
| ------ | ------ | ------ | ------ | ------ | ------ |
| 15 000 | 19 000 | 22 281 | 26 646 | 30 819 | 31 334 |

| 2020   | - | - | - | - | - |
| ------ | - | - | - | - | - |
| 35 607 | - | - | - | - | - |

Sa population est d'environ 35 607 habitants (2020) pour une superficie de 1 198 km2.
Le centre administratif régional se situe à Saratamata sur l'île d'Ambae.
En 2018, la totalité des 11 000 habitants d'Ambae est évacuée de l'île en raison des risques volcaniques. La plupart des habitants choisissent de s'installer sur les îles voisines de Maewo et Espiritu Santo ou plus loin, à Port-Vila, la capitale nationale sur Éfaté. Saratamata reste de jure chef-lieu de la province mais il est prévu de déplacer le centre administratif dans une autre ville.